# أكيوتيرموس
أكيوتيرموس (الاسم العلمي: Acutiramus)، (من اللاتينية: acuto = حاد، ramus = فروع)، وهو جنس مفترس عملاق من عريضات الأجنحة، التي تعتبر من مجموعة المفصليات المائية المنقرضة. تم اكتشاف أحافير أكيوتيرموس في رواسب السيلوري المتأخر وحتى الديفوني المبكر. تم وصف سبعة أنواع منها، خمسة من أمريكا الشمالية (تشمل النوع "Acutiramus cummingsi" ) واثنتان من جمهورية التشيك.